# Clay-Ashland
Clay-Ashland est une ville du Liberia.